# Othonninae
Othonninae Less., 2007 è una sottotribù di piante angiosperme dicotiledoni della tribù Senecioneae (famiglia Asteraceae - sottofamiglia Asteroideae).

## Etimologia
L'etimologia del nome della sottotribù deriva dal suo genere tipo Othonna che a sua volta deriva dal greco antico e fa riferimento all'indumento di peli lanuginosi tipico delle piante del genere.
Il nome scientifico della sottotribù è stato definito per la prima volta dal botanico tedesco Christian Friedrich Lessing (Syców, 1809 – Krasnojarsk, 1862) nella pubblicazione "Linnaea. Berlin & Halle, Germany - 6: 93. 1831" nel 1831.

## Descrizione

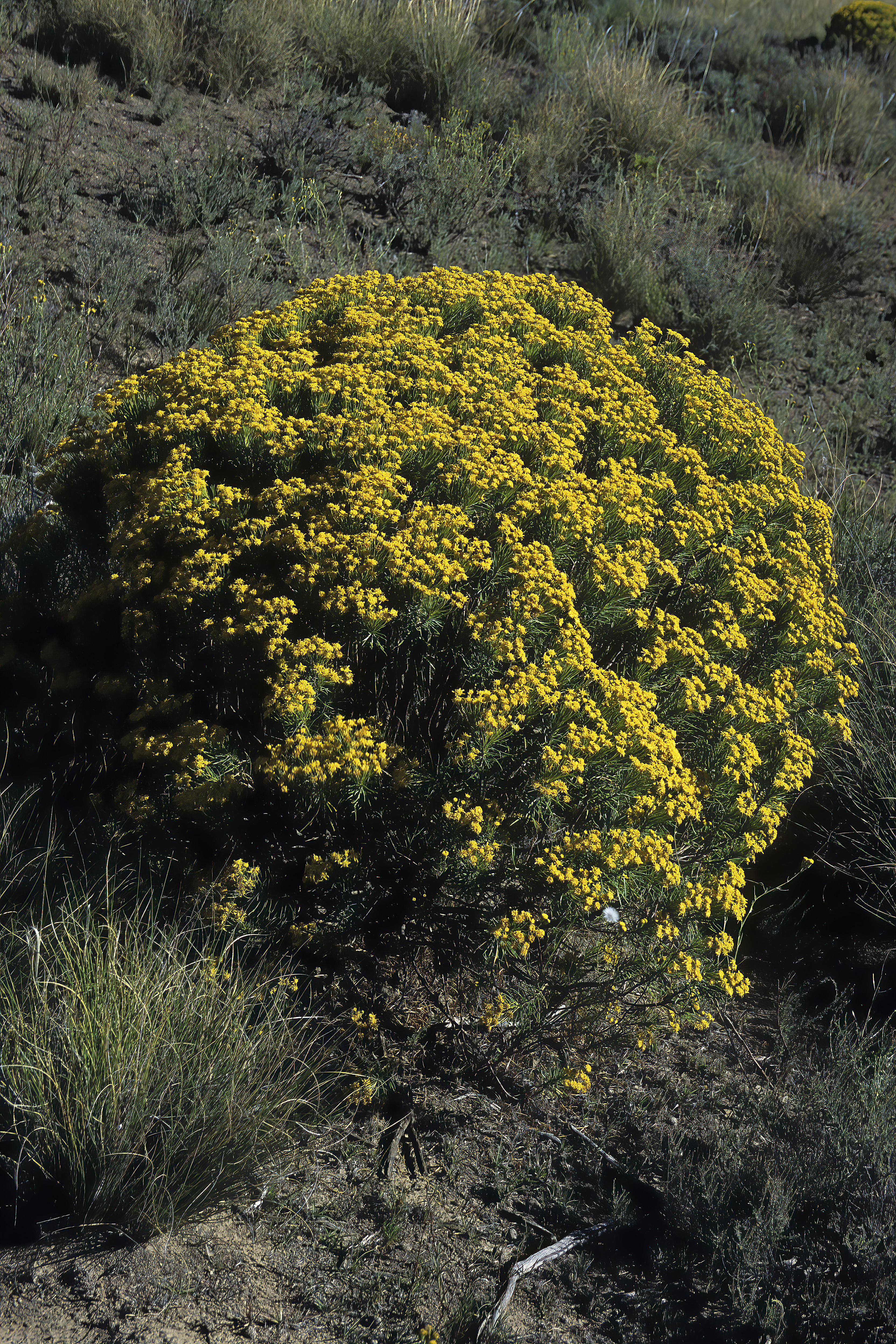
Il portamento
Euryops floribundus

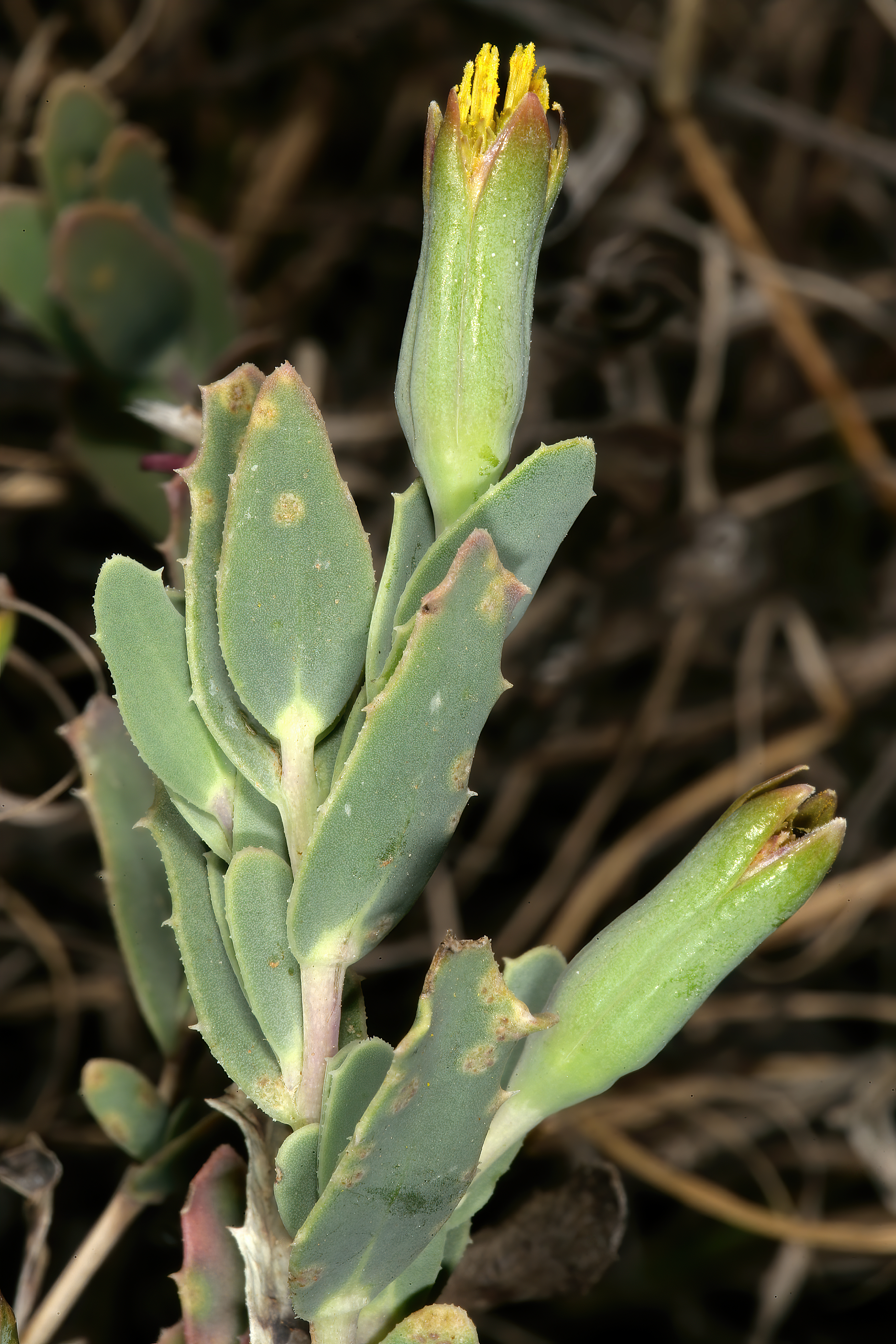
Le foglie
Hertia ciliata

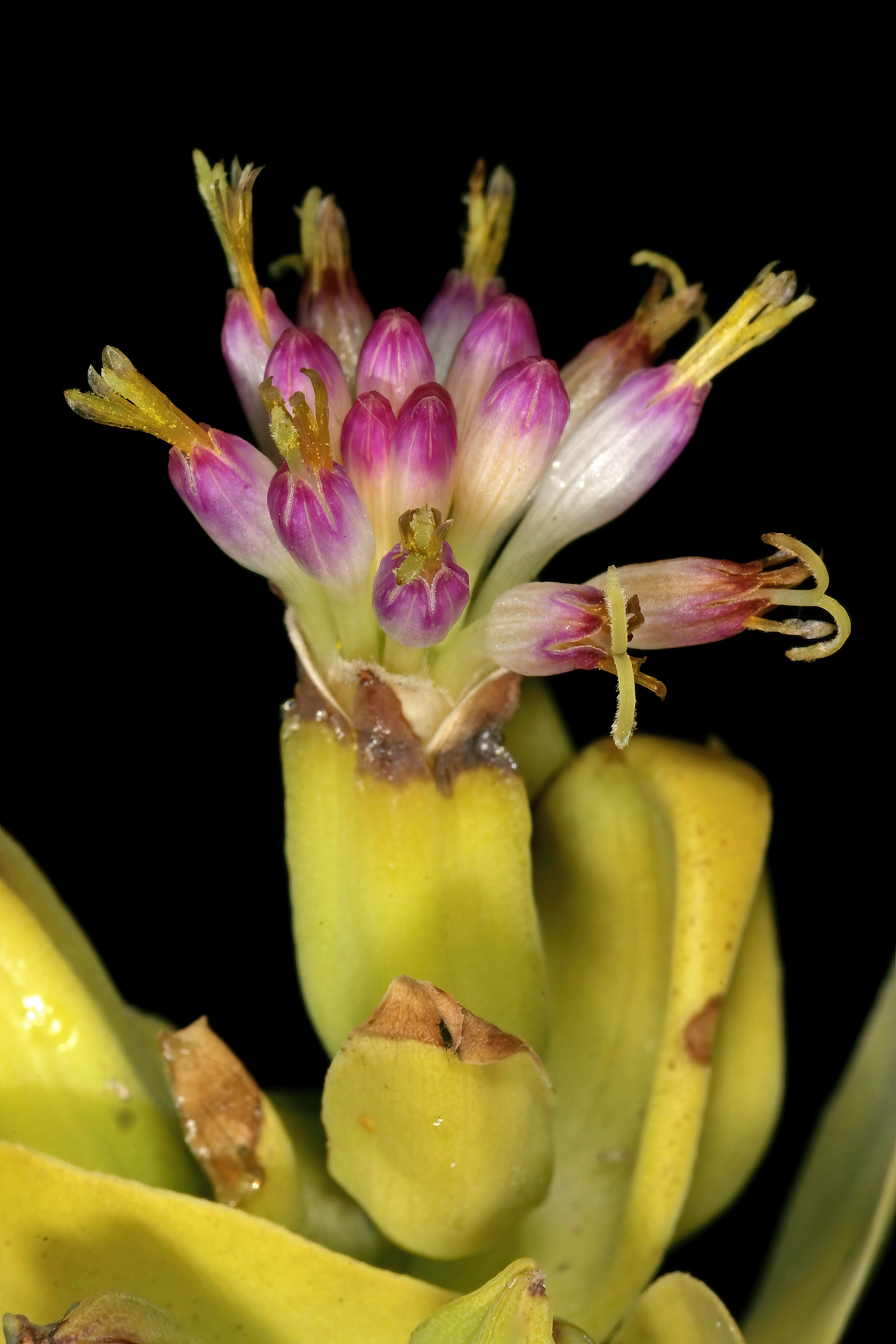
Infiorescenza
Lopholaena coriifolia

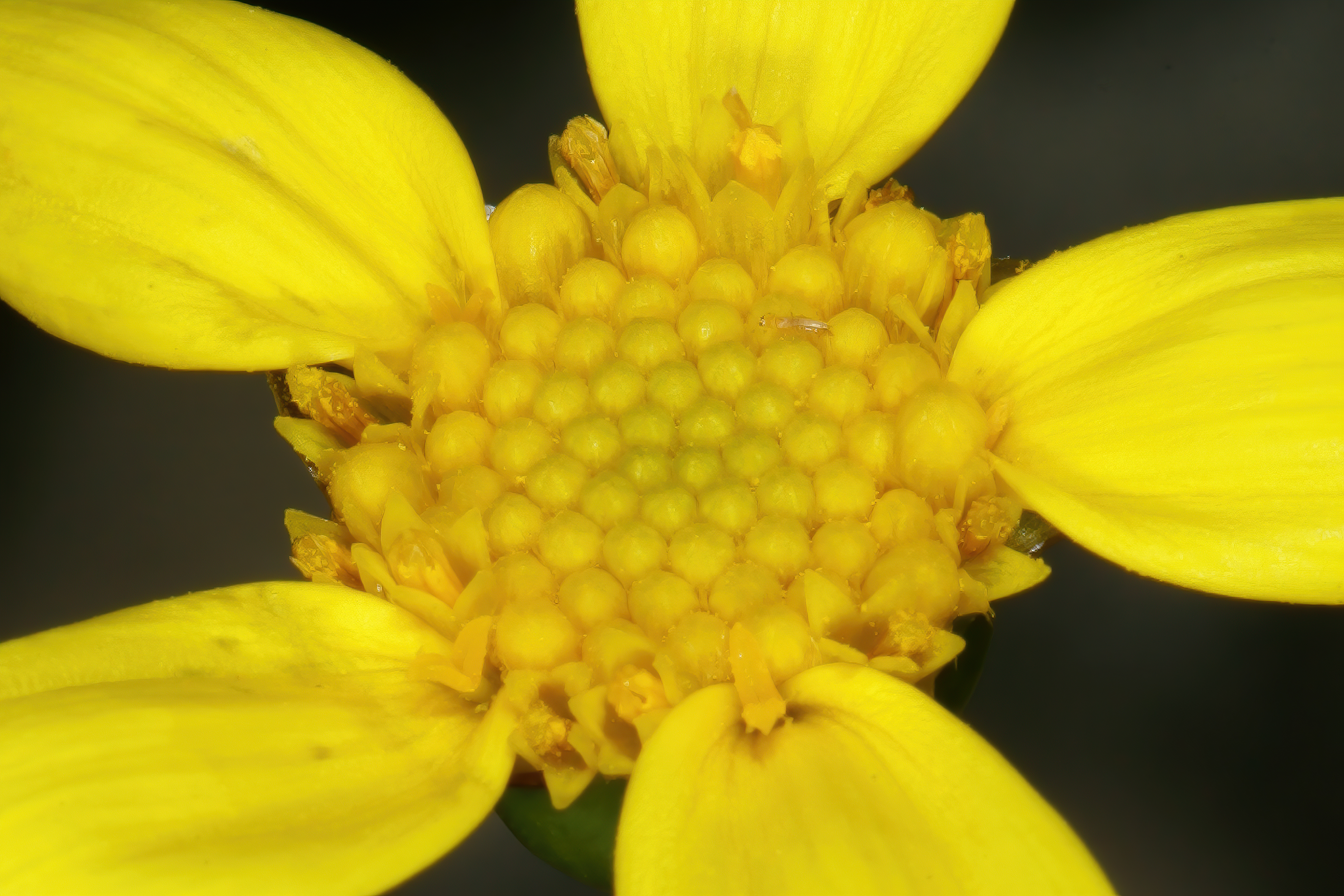
I fiori
Othonna arborescens

Habitus. La sottotribù comprende piante erbacee a ciclo biologico annuo e perenne; sono presenti anche portamenti arbustivi. Alcune specie sono completamente glabre; altre possiedono dei grossi rizomi (Hertia e Lopholaena) oppure tuberi (Othonna). L'altezza di queste piante varia da pochi centimetri fino a circa un mezzo metro.
Fusto. 
- Parte ipogea: la parte sotterranea è un rizoma provvisto di radici secondarie.
- Parte epigea: la parte aerea è eretta, semplice o poco ramosa; la superficie può essere striata e pubescente.

Foglie. Le foglie si dividono in basali (rosulate) e cauline; lungo il caule sono disposte in modo alternato. Sono sessili o picciolate; la lamina è intera con forme da lanceolate a ovate (raramente sono lobate o sezionate); i bordi possono essere variamente dentati. Sono presenti foglie a consistenza succulenta, carnosa o coriacea.
Infiorescenza. Le sinflorescenze sono composte da più capolini (ma anche uno solo) organizzati in formazioni corimbose, panicolate o tirsoidi. Le infiorescenze vere e proprie sono formate da un capolino terminale peduncolato a forma discoidale (capolini di tipo del disco e radiati). A volte il peduncolo può essere sotteso da un calice di brattee. In particolare i capolini sono composti da un involucro formato da diverse brattee, a volte connate, disposte in modo più o meno embricato su una serie, al cui interno un ricettacolo fa da base ai fiori di due tipi (fiori dimorfici): quelli esterni del raggio ligulati e quelli più interni del disco tubulosi. Il ricettacolo in genere è nudo (senza pagliette) e può essere peloso o glabro.
Fiori.  I fiori sono tetra-ciclici (formati cioè da 4 verticilli: calice – corolla – androceo – gineceo) e pentameri (calice e corolla formati da 5 elementi). Sono inoltre ermafroditi, più precisamente i fiori del raggio (quelli ligulati e zigomorfi) sono femminili; mentre quelli del disco centrale (tubulosi e actinomorfi) sono bisessuali (spesso sono sterili e funzionalmente maschili).
- Formula fiorale:

*/x K {\displaystyle \infty }, [C (5), A (5)], G 2 (infero), achenio
- Calice: i sepali del calice sono ridotti ad una coroncina di squame.
- Corolla: nella parte inferiore i petali della corolla sono saldati insieme e formano un tubo. In particolare la corolla del disco centrale (tubulosi) termina con delle fauci dilatate a raggiera con cinque lobi. La corolla dei fiori periferici (ligulati) il tubo si trasforma in un prolungamento nastriforme (o dei lobi a forma deltato-ovata) terminante più o meno con cinque dentelli. Le corolle sono bianche, gialle, rosa o purpuree.
- Androceo: gli stami sono 5 con dei filamenti liberi; le antere invece sono saldate fra di loro e formano un manicotto che circonda lo stilo (sono inoltre prive di appendici filiformi). Le antere normalmente sono senza coda (ecaudate) e sono tetrasporangiate, raramente sono bisporangiate. Il tessuto endoteciale è radiale o polarizzato. Il polline è tricolporato (tipo "helianthoid").[11]
- Gineceo: lo stilo è biforcato (raramente unico) con due stigmi nella parte apicale; gli stigmi hanno delle aree stigmatiche separate, sono troncati e hanno dei peli ampi o zone papillose. L'ovario è infero uniloculare formato da 2 carpelli.

Frutti. I frutti sono degli acheni con pappo. La forma dell'achenio è affusolata o oblunga-ovoide con 10 - 20 striature longitudinali alternate ad aree glabre o papillose-pelose. Il carpoforo è indistinto o distinto e ha la forma di un anello apicale. Il pappo in genere è bianco e formato da una più serie di setole barbate o anche delle semplici squame (il pappo può essere assente, specialmente nei fiori centrali). In alcuni casi il pappo è colorato: paglierino, rosato, fulvo o purpureo (Othonna).

## Biologia
Impollinazione: l'impollinazione avviene tramite insetti (impollinazione entomogama tramite farfalle diurne e notturne).
Riproduzione: la fecondazione avviene fondamentalmente tramite l'impollinazione dei fiori (vedi sopra).
Dispersione: i semi (gli acheni) cadendo a terra sono successivamente dispersi soprattutto da insetti tipo formiche (disseminazione mirmecoria). In questo tipo di piante avviene anche un altro tipo di dispersione: zoocoria. Infatti gli uncini delle brattee dell'involucro (se presenti) si agganciano ai peli degli animali di passaggio disperdendo così anche su lunghe distanze i semi della pianta. Inoltre per merito del pappo il vento può trasportare i semi anche a distanza di alcuni chilometri (disseminazione anemocora).

## Tassonomia
La famiglia di appartenenza di questa voce (Asteraceae o Compositae, nomen conservandum) probabilmente originaria del Sud America, è la più numerosa del mondo vegetale, comprende oltre 23.000 specie distribuite su 1.535 generi, oppure 22.750 specie e 1.530 generi secondo altre fonti (una delle checklist più aggiornata elenca fino a 1.679 generi). La famiglia attualmente (2021) è divisa in 16 sottofamiglie; la sottofamiglia Asteroideae è una di queste e rappresenta l'evoluzione più recente di tutta la famiglia.

### Filogenesi
La sottotribù di questa voce appartiene alla tribù Senecioneae (una delle 21 tribù della sottofamiglia Asteroideae). In base ai dati filogenetici la sottotribù, all'interno della tribù, occupa una posizione più o meno centrale e insieme alla sottotribù Senecioninae forma un "gruppo fratello".
Il primo riconoscimento di questo gruppo fu fatto dal botanico George Bentham (1800-1884) e altri, includendo però un genere (Werneria) dell'America Meridionale appartenente alla sottotribù Senecioninae. Successivi studi hanno dimostrato la separazione da un punto di vista filogenetico di Othonninae da Senecioninae confermando Euryops e Othonna come generi centrali e principali (con la maggioranza delle specie) del gruppo. La struttura della sottotribù Othonninae per lungo tempo è rimasta provvisoria in quanto il genere Othonna, fino al riconoscimento del genere Crassothonna, era polifiletico.
I seguenti caratteri sono distintivi per la sottotribù:
- l'areale di origine della maggior parte delle specie è africana ("Sub-Saharan Africa");
- la forma e la disposizione delle brattee dell'involucro è varia;
- questo gruppo inoltre mostra notevoli variazioni in alcuni caratteri morfologici, come la forma e la disposizione delle foglie, l'indumento, il tipo di infiorescenza e il colore dei fiori.

Al momento la struttura principale della sottotribù è formata da una politomia di tre subcladi: (1) Gymnodiscus e Crassothonna, (2) Euryops, (3) Othonna, Hertia e Lopholaena. Il cladogramma tratto dalo studio citato mostra l'attuale conoscenza della struttura filogenetica della sottotribù.
|  | Gymnodiscus  |
|  |              |
|  | Crassothonna |
|  |              |

|  | Othonna                                               |
|  |                                                       |
|  | \| \| Hertia \| \| \| \| \| \| Lopholaena \| \| \| \| |
|  |                                                       |
|  | Hertia                                                |
|  |                                                       |
|  | Lopholaena                                            |
|  |                                                       |

|  | Hertia     |
|  |            |
|  | Lopholaena |
|  |            |

|  | Gymnodiscus  |
|  |              |
|  | Crassothonna |
|  |              |

|  | Othonna                                               |
|  |                                                       |
|  | \| \| Hertia \| \| \| \| \| \| Lopholaena \| \| \| \| |
|  |                                                       |
|  | Hertia                                                |
|  |                                                       |
|  | Lopholaena                                            |
|  |                                                       |

|  | Hertia     |
|  |            |
|  | Lopholaena |
|  |            |

### Composizione della sottotribù
La sottotribù comprende 8 generi e 236 specie.

| Genere                                        | N. specie                                       | Distribuzione                                  | Caratteri pù significativi | Numeri cromosomici   | Fiori |
| --------------------------------------------- | ----------------------------------------------- | ---------------------------------------------- | --- | -------------------- | ----- |
| Bafutia C.D.Adams, 1962                       | Una specie: Bafutia tenuicaulis C.D.Adams, 1962 | Africa tropicale occidentale (Cameroun)        | Le foglie sono sessili. - I capolini sono del tipo discoide (solamente fiori centrali tubulosi). - La forma degli acheni è ellissoide. - L'area di origine delle piante è l'Africa occidentale. |                      |       |
| Crassothonna B.Nord., 2012                    | 14                                              | Lesotho, Namibia e Sudafrica                   | Il portamento delle specie del genere è erbaceo perenne e arbustivo. - Le foglie sono affusolate e carnose/succulenti, sono lunghe ma di spessore uniforme o brevi simili all'uva. | 2n = 20 e 60         |       |
| Euryops (Cass.) Cass., 1820                   | 103                                             | Penisola Araba, Africa orientale e Sudafrica   | Queste piante possono produrre resina e possiedono sesquiterpeni. - Le foglie sono talvolta pennatopartite. - I fiori del raggio sono gialli. - Gli acheni sono omomorfici (sono tutti uguali).- Alcune specie gli acheni, delle regioni aride, sono "mixogenici" (hanno proprietà mucillaginacee se immersi in acqua) | 2n = 20, 40 e 60     |       |
| Gymnodiscus Less., 1831                       | 2                                               | Province del Capo.                             | Il portamento è erbaceo annuale rosettiforme. - I capolini (piccoli e in formazioni corimbose) sono privi di calice. - I fori del raggio hanno delle forme da oblunghe a ellittico-oblunghe (più o meno rotondeggianti). - Il pappo dei fiori del disco è mancante.                                                    | 2n = 18              |       |
| Hertia Less., 1831                            | 9                                               | Magreb, Altopiano iranico e Africa meridionale | I capolini sono di tipo radiato o disciforme. - Le foglie sono succulente. - I rami dello stilo sono papilloso-pelosi nella parte esterna. | 2n = 20              |       |
| Lopholaena Augustin Pyramus de Candolle, 1838 | 20                                              | Africa meridionale                             | Le foglie sono più o meno succulente. - I capolini sono del tipo discoide. - Il colore dei fiori è bianco, rosa o porpora. - I rami dello stilo hanno delle appendici lungamente papillose |                      |       |
| Oligothrix DC., 1838                          | Una specie: Oligothrix gracilis DC., 1838       | Provincia del Capo                             | Le foglie sono amplessicauli e con bordi seghettati. - Il pappo è formato da poche corte e decidue setole. - L'unica specie del genere è endemica della Provincia del Capo |                      |       |
| Othonna L., 1753                              | 86                                              | Distribuzione sudafricana e australiana        | Il portamento è perenne arbustivo o subarbustivo. - Sono presenti dei condotti di resina. - I fiori del raggio hanno delle forme da oblunghe a ellittico-oblunghe. - Gli stili sterili sono indivisi con apice conico.                                                                                                 | 2n = 20, 40, 60 e 80 |       |